# Клаут
Клаут (итал. Claut) — коммуна в Италии, располагается в регионе Фриули-Венеция-Джулия, в провинции Порденоне.
Население составляет 1076 человек (2008 г.), плотность населения составляет 6 чел./км². Занимает площадь 166 км². Почтовый индекс — 33080. Телефонный код — 0427.
Покровителем коммуны почитается святой Георгий Победоносец, празднование 23 апреля.

## Демография
Динамика населения:

## Администрация коммуны
- Официальный сайт: http://www.comune.claut.pn.it/ Архивная копия от 20 мая 2010 на Wayback Machine